# Callopistria venus
Callopistria venus là một loài bướm đêm trong họ Noctuidae.